# Pietro il Lettone
Pietr il Lettone (titolo originale francese Pietr-le-Letton - pubblicato in precedenza in Italia coi titoli Maigret e il lettone e Pietro il Lettone - è un romanzo poliziesco di Georges Simenon con protagonista il commissario Maigret.
È ufficialmente il primo di una lunga e fortunata serie di romanzi con protagonista il famoso e burbero commissario. Ma non è il primo ad essere stato pubblicato: il primo romanzo firmato Georges Simenon con protagonista Maigret, pubblicato da Fayard è stato Il signor Gallet, defunto. In realtà, un personaggio dal nome Maigret era già apparso in quattro romanzi firmati da pseudonimi di Simenon, ma il commissario era un comprimario, senza ancora una caratterizzazione specifica.

## Trama
Alla Sûreté Général di Parigi giunge una serie di telegrammi provenienti dalla Commissione Internazionale di Polizia Criminale, che informano degli spostamenti attraverso l'Europa di Pietr il Lettone, un noto criminale internazionale specializzato in truffe, la cui destinazione è la capitale francese. Il commissario Maigret decide di recarsi alla Gare du Nord per intercettare il ricercato, di cui conosce solo il "ritratto parlato". Alla stazione, presso il secondo binario, Maigret ritiene di individuare Pietr in un giovane uomo biondo in cappotto verde appena disceso dal treno "Stella del Nord", proveniente da Bruxelles. L'uomo è accompagnato da tre portabagagli e da un rappresentante di un lussuoso albergo degli Champs-Élysées, l'Hotel Majestic. Tuttavia quasi contemporaneamente viene ritrovato all'interno del treno il cadavere di un uomo che sembra corrispondere alla descrizione di Pietr.
Dapprima il commissario segue le tracce del ricercato all'Hotel Majestic, ove l'uomo si intrattiene con Mortimer-Levingston, un ricco statunitense impegnato in un viaggio d'affari in Europa.
(Georges Simenon, Pietr-le-Letton, incipit del capitolo 2: L'amico dei miliardari, ed. Adelphi)
Dopo che l'uomo biondo e Mortimer-Levingston sono spariti dall'albergo, Maigret ritorna alla Sûreté per essere informato sui dettagli del delitto avvenuto sul treno, soffermandosi in particolare su una busta in carta velina che potrebbe aver contenuto una piccola foto. L'inchiesta a questo punto si sdoppia e porta il commissario da Parigi sino a Fécamp, dove vengono scoperti altri dettagli necessari alla risoluzione del caso.
Durante le indagini, Maigret viene aggredito e ferito e l'ispettore Torrence, suo collaboratore, rimarrà ucciso.
A Fécamp, Maigret individua un uomo uguale a Pietr, che vive sotto il nome di Olaf Swann insieme alla moglie Berthe e ai figli. Maigret pedina l'uomo, ma questi ritorna a Parigi in uno squallido palazzo del quartiere ebraico, dove risiede sotto un altro nome ancora (Fédor Yourovitch), con una donna di origine polacca, Anna Gorskine. Si tratta sempre di Pietr o di un sosia? L'ipotesi di un sosia potrebbe essere confermata dalla personalità profondamente diversa avvertita da Maigret nei due uomini: uno sicuro di sé e superbo; l'altro palesemente fragile, nervoso e alcolizzato. Con la morte di Torrence, l'inchiesta è diventata per Maigret un affare personale.
I colpi di scena continuano: la signora Mortimer-Levingston parte per Berlino e suo marito viene assassinato nella camera del Majestic da Anna Gorskine che, colta in flagrante, viene arrestata; Pietr invece fugge di nuovo. Maigret perquisisce la casa di Anna Gorskine, in rue Roi de Sicile, e da alcuni effetti personali capisce di trovarsi di fronte a due gemelli. Questo spiega anche le due personalità opposte: uno timido, l'altro sicuro di sé. Certo di ritrovare il fuggitivo a Fécamp, Maigret vi ritorna, e finalmente riesce a mettere le mani su Pietr. L'uomo arrestato in realtà è Hans Johannson, fratello del criminale, che confessa a Maigret il proprio passato: Hans, fin dal periodo d'infanzia a Pskov e a Tartu, ha sempre vissuto in uno stato di sudditanza psicologica verso il fratello. La differente personalità dei due aveva fatto dell'uno un ubriacone e dell'altro un uomo di mondo, leader di un'organizzazione criminale. Pietr, fra l'altro, per mantenere in stato di soggezione Hans, lo trattava con disprezzo, sfruttandone contemporaneamente il talento di falsario per i propri scopi personali. Il senso di frustrazione di Hans si è ancor più acuito dal fatto che Pietr ha sposato Berthe, di cui Hans era innamorato. Hans aveva ripiegato su Anna Gorskine, senza che la donna avesse mai potuto sostituire Berthe nel suo cuore. Assetato di vendetta, Hans aveva ucciso il fratello sulla "Stella del Nord", decidendo di spacciarsi per Pietr nelle trattative con Mortimer-Levingston per l'organizzazione di una rete internazionale di truffe (di cui Pietr era destinato a essere il capo esecutivo). Il banchiere però, accortosi della sostituzione, aveva minacciato Hans costringendolo a continuare il ruolo svolto da Pietr. A quel punto, Anna Gorskine era intervenuta uccidendo Mortimer-Levingston per paura che il suo nuovo ruolo nella banda avrebbe allontanato Hans per sempre da lei. Hans, resosi conto di non essere all'altezza della situazione e di non avere lo stesso carisma del fratello, era tornato a Fécamp. Al termine della deposizione, disperato e certo di aver perduto tutto, Hans si spara un colpo in bocca sotto gli occhi del commissario.

## Edizioni
Il romanzo è stato scritto a bordo dell'"Ostrogoth" tra Delfzijl e Morsang-sur-Seine nell'inverno del 1929 e pubblicato per la prima volta nel maggio del 1931 in Francia, presso l'editore Fayard. In precedenza era apparso come feuilleton sulla rivista "Ric et Rac".
In Italia è apparso per la prima volta nel 1933, con il titolo Pietro il Lettone, tradotto da Marise Ferro e pubblicato da Mondadori nella collana "I libri neri. I romanzi polizieschi di Georges Simenon" (n° 12) e sempre per lo stesso editore è stato ripubblicato in altre collane o raccolte tra gli anni settanta e novanta (dal 1968 con il titolo Maigret e il lettone, nella nuova traduzione di Elena Cantini, dal 1988 in quella di Donatella Zazzi). Nel 1993 è stato pubblicato presso Adelphi con il titolo Pietr il Lettone, tradotto da Yasmina Mélaouah, nella collana dedicata al commissario (parte de "gli Adelphi", al n° 53).

## Film e televisione
Due sono stati gli adattamenti per la televisione di questo romanzo:
- Episodio dal titolo Peter the Lett, facente parte della serie televisiva Maigret per la regia di Rudolph Cartier, trasmesso per la prima volta sulla BBC il 17 dicembre 1963, con Rupert Davies nel ruolo del commissario Maigret.
- Episodio dal titolo Pietr-le-Letton, facente parte della serie televisiva Les enquêtes du commissaire Maigret per la regia di Jean-Louis Muller, trasmesso per la prima volta su Antenne 2 il 20 luglio 1972, con Jean Richard nel ruolo del commissario Maigret.

## Edizioni italiane
- Pietro il Lettone, traduzione di Marise Ferro, Collana I libri neri. I romanzi polizieschi di G. Simenon n.12, Milano, Arnoldo Mondadori Editore, 1933.
- Maigret e il lettone, traduzione di Elena Cantini, Collana Il girasole. Biblioteca Economica n.181, Milano, Arnoldo Mondadori Editore, 1962.
- Maigret e il Lettone, traduzione di Donatella Zazzi, Collana Oscar n.2049, Milano, Arnoldo Mondadori Editore, 1988.
- Pietr il Lettone, traduzione di Yasmina Mélaouah, Collana gli Adelphi - Le inchieste di Maigret n.53, Milano, Adelphi, 1993,  p. 163, ISBN 978-88-459-1010-4.